# 小行星1424
小行星1424（1424 Sundmania）是一颗围绕太阳公转的小行星。1937年1月9日，爾約·維薩拉在图尔库发现了此天体。
該小行星以芬蘭數學家卡爾·F·森德曼命名。
这颗小行星的绝对星等为301.8773489129956等。